# Jean-Louis Haguenauer
Pour les articles homonymes, voir Haguenauer.
Jean-Louis Haguenauer, né à Paris en 1954, est un pianiste classique français.

## Biographie
Jean-Louis Haguenauer a suivi des cours d’analyse musicale, d’écriture et de composition avec Nadia Boulanger et Henri Dutilleux. Il a travaillé avec Louis Hiltbrand, Germaine Mounier, Alfred Loewenguth et Jean Fassina.
En formation de chambre, il travaille notamment avec Jeff Cohen, Alexis Galpérine, Annick Roussin, Jaime Laredo, Pierre-Henri Xuereb, Atar Arad, Arnaud Thorette, Cecilia Tsan, Sharon Robinson, Tsuyoshi Tsutsumi, Patrick Gallois, Thomas Robertello, Andras Adorjan, Michel Lethiec, James Campbell, le Quatuor Ebène, le Fine Arts Quartet, l’Ensemble Stanislas, les Percussions de Strasbourg et l’Ensemble Accroche-Notes. De 1991 à 1997, il est membre des Florence Gould Hall Chamber Players, et de 2003 à 2007, des American Chamber Players.
Jean-Louis Haguenauer est invité dans les festivals de La Roque d’Anthéron, la Folle Journée de Nantes, Le festival de Radio France-Montpellier, Les Jacobins de Toulouse, l'Orangerie de Sceaux, l'Opéra de Vichy, le Library of Congress, le Kreeger Museum.
Depuis une vingtaine d'années, il forme un duo avec le ténor Gilles Ragon, avec lequel il approfondit le répertoire de la mélodie française et du Lied.
De 1988 à 1998, il enseigne le piano au Conservatoire National de Région de Strasbourg.
En 2012, il termine le premier enregistrement intégral des mélodies de Claude Debussy, réalisé à Brive-la-Gaillarde, sur le piano du compositeur conservé au musée de Brive.
Actuellement, il vit aux États-Unis et enseigne à l'Université de l'Indiana à Bloomington.

## Discographie
- Ernest Bloch : Œuvres pour alto, avec Pierre-Henry Xuereb, Andras Adorjan; éditions Adda, 1989
- Carl Maria von Weber : Musique de chambre : Quatuor avec piano, Trio avec flûte, Variations pour violon et piano; Alexis Galperine, Pierre-Henry Xuereb, Cecilia Tsan, Jean-Christophe Falala; éditions Timpani, 1991
- Transcriptions des symphonies n°1 et 2 de Beethoven par Franz Liszt, éditions Harmonia Mundi, 1995;
- Francis Bayer : Cinq Essais, avec Renaud François, flûte ; Alain Meunier, violoncelle ; Épisode, Ensemble Tétra, avec Madalena Soveral, piano; Christian Hamouy et Georges Van Gucht, percussions, éditions Pierre Vérany, 1996;
- Claude Debussy : Les Préludes, éditions Ligia Digital, 1998
- Claude Debussy : Piano music, éditions Meridian Records, 1999
- Guy Ropartz : Trio en la mineur pour violon, violoncelle et piano, avec Alexis Gasparine, violon; Cecilia Tsan, violoncelle, éditions Timpani, 1999
- Guy Ropartz : 1re et 2me sonates pour violon et piano, avec Alexis Galpérine, éditions La Guilde des musiciens, 2003
- Beethoven : An die ferne Geliebte (À la bien-aimée lointaine) et Robert Schumann, Fantasie op.17 Dichterliebe,   avec Gilles Ragon, ténor; éditions Saphir Productions
- Igor Stravinsky : Histoire du soldat et autres pièces, avec Michel Lethiec, Patrick Gallois, Annick Roussin, Alexis Galperine, Pierre-Henry Xuereb, Philippe Muller, Francis Pierre; éditions Saphir Productions, 2010
- Hector Berlioz : Mélodies et duos, avec Gilles Ragon, Didier Henry, éditions Maguelone, 2013
- Johann Strauss : Quatre Valses, Transcription par Schoenberg, Berg et Webern, ensemble Stanislas, éditions Gallo
- Claude Debussy : Intégrale des mélodies

## Prix et récompenses
- Licence de concerts à l'unanimité à l'École Normale de Musique de Paris, 1973
- Premier prix de virtuosité à l'unanimité, avec félicitations du jury, au Conservatoire de Genève (classe de Louis Hiltbrand), 1977
- Prix de contrepoint et de fugue au Conservatoire de Genève
- Prix de composition Lili Boulanger
- Lauréat de la Fondation Yehudi Menuhin, 1983